# روبرت هولي (محامي)
روبرت هولي (بالإنجليزية: Robert Holley)‏ هو محامي أمريكي، ولد في 2 ديسمبر 1961 في كاليفورنيا في الولايات المتحدة.